# باندرمه
باندرمه (به ترکی استانبولی: Bandırma) شهری است در کشور ترکیه که در استان بالیکسیر واقع شده‌است. جمعیت این شهر بر اساس سرشماری سال ۲۰۰۸ میلادی ۱۱۱٬۴۹۴ نفر و بر اساس برآوردهای سال ۲۰۰۹ میلادی ۱۱۲٬۷۴۰ نفر می‌باشد.